# Erich Hermsdorf
Erich Hermsdorf (* 4. Januar 1902; † unbekannt) war ein deutscher Fußballspieler. Hermsdorf spielte für Fortuna Leipzig.

## Leben
Er war ein erfolgreicher Torjäger, spielte mehrfach in der Deutschen Meisterschaft und absolvierte etliche Spiele im Bundespokal.
Im November 1923 spielte er für Mitteldeutschland im Bundespokalspiel gegen Süddeutschland im Sturm.
Im September 1925 war er Torschütze des letzten mitteldeutschen Tores beim 3:1-Erfolg im Bundespokal gegen Norddeutschland.
Bei der Sachsenfahrt des HSV im August 1927 war er wiederum Torschütze beim 5:3-Erfolg der Norddeutschen über seine Fortuna.